# إيميلي تيشيدور
إميلي تيشيدور إي فيلاديكا (22 ديسمبر 1932 - 19 يونيو 2012)، هو كاتب وروائي وصحفي قطلاني إسباني. كتب أكثر من ثلاثين رواية، معظمها للأطفال والمراهقين، اشتهر بروايته «الخبز الأسود» (بالقطلانية: Pa negre)، والتي تحولت لفيلم سينمائي يحمل نفس الإسم.

## حياته
ولد إيميلي تيشيدور في 22 ديسمبر 1932 في بلدة رودا دي تير في منطقة أوسونا بإقليم كاتالونيا. كانت والدته عاملة في مصنع النسيج، وكان والده يعمل سائق حافلة. أثناء الحرب الأهلية الإسبانية وبعد انتصار فرانكو، سُجن والده من قبل الفاشيين.
التحق بالمدرسة المحلية، التي كانت تضم مجموعات عمرية مختلطة، تمكن من مواصلة تعليمه. بعد وفاة والده عام 1948، حصل على منحة دراسية وانتقل إلى مدينة برشلونة حيث حصل على إجازة في القانون، تليها إجازة أخرى في الفلسفة والأدب، وأخيراً في الصحافة.
بعد حصوله على الدبلوم في التدريس، عاد إلى بلدته في أوسونا وعمل كمدرس.
بدأ إميلي تيكسدور الكتابة للشباب في أواخر الستينيات من القرن العشرين ايمانا منه بوجود حاجة ملحة لروايات لا تعبر عن أيديولوجية نظام فرانكو والكنيسة الكاثوليكية، علاوة على أنها يجب ان تُكتب باللغة الكاتالونية. كانت روايته التاريخية «طائر النار» (بالكتالانية: L'ocell de foc)، التي نُشرت في عام 1972، من أشهر الأعمال الكلاسيكية. وكان كتابه الأول للبالغين عبارة عن مجموعة قصص قصيرة بعنوان Sic Transit Glòria Swanson في عام 1979.
حرر تيكسدور مجلة سينمائية فرنسية في باريس من 1976 إلى 1977. عاد إلى برشلونة بعد موت فرانكو، حيث عمل ككاتب عمود في إحدى الصحف وكاتب سيناريو تلفزيوني وإذاعي.

### وفاته
توفي بسبب السرطان في مدينة برشلونة عن عمر يناهز 78 عامًا في عام 2012 .

## من مؤلفاته المترجمة للغة العربية
- رواية: «رينكو والكنز» (جائزة أوروبا الادبية 1989م).

## روابط خارجية
- لماذا أكتب بقلم إميلي تيكسدور (بالإنجليزية)
- صفحة الويب الخاصة برابطة الكتاب الكاتالونيين على Teixidor (باللغة الإنجليزية)
- سيرة تيكسدور بالصور (نص باللغة الكاتالونية)
- إميلي تيكسدور في LletrA ، الأدب الكتالوني عبر الإنترنت (جامعة كاتالونيا المفتوحة).